# 441
441（四百四十一、よんひゃくよんじゅういち）は自然数、また整数において、440の次で442の前の数である。

## 性質
- 441は合成数であり、約数は 1, 3, 7, 9, 21, 49, 63, 147, 441 である。
  - 約数の和は741。
    - 約数の和が奇数になる35番目の数である。1つ前は400、次は450。
    - 741 − 441 で自身を除く約数の和は、ちょうど300の不足数。

  - 約数を9個もつ6番目の数である。1つ前は256、次は484。
    - 自身の約数の個数の数を約数にもつ4番目の奇数である。1つ前は225、次は625。(オンライン整数列大辞典の数列 A036896)
- 441 = 212
  - 21番目の平方数である。1つ前は400、次は484。
    - 6番目の三角数21からなる平方数である。1つ前は225、次は784。(オンライン整数列大辞典の数列 A000537)
      - 441 = 13 + 23 + 33 + 43 + 53 + 63
        - 6連続自然数の立方和とみたとき最小、次は783。

  - 441 = 212 → 144 = 122 である。平方数を逆順に並べ替えても平方数になる9番目の数である。1つ前は400、次は484。(オンライン整数列大辞典の数列 A061457)
    - 末尾が0となる平方数を除くと7番目の数である。1つ前は169、次は484。(オンライン整数列大辞典の数列 A033294)
      - 末尾が0となる平方数と回文平方数を除いたときには3番目の数である。1つ前は169、次は961。(オンライン整数列大辞典の数列 A035090)

  - n = 2 のときの 21n の値とみたとき1つ前は21、次は9621。
  - 平方数がハーシャッド数になる11番目の数である。1つ前は400、次は576。
  - 441 =(3 × 7)2
    - n = 7 のときの (3n)2 の値とみたとき1つ前は324、次は576。(オンライン整数列大辞典の数列 A016766)
    - n = 3 のときの (7n)2 の値とみたとき1つ前は196、次は784。(オンライン整数列大辞典の数列 A016982)

  - 441 = 32 × 72
    - 2つの異なる素因数の積で p2 × q2 の形で表せる5番目の数である。1つ前は225、次は484。(オンライン整数列大辞典の数列 A085986)

  - 441 = 1 × 3 × 7 × 21
    - 21 の約数の積で表せる数である。1つ前は8000、次は484。(オンライン整数列大辞典の数列 A007955)

  - 441 = (40 + 41 + 42)2
    - n = 4 のときの (n0 + n1 + n2)2 の値とみたとき1つ前は169、次は961。(オンライン整数列大辞典の数列 A058031)
- 11番目の中心つき八角数である。1つ前は361、次は529。
- 117番目のハーシャッド数である。1つ前は440、次は444。
  - 9を基とする39番目のハーシャッド数である。1つ前は432、次は450。
- いかなる N > 4 のN進数によって441を表記しても、441は必ず平方数となる。これは 4 × N2 + 4 × N + 1 = (2N + 1)2 であるため。
- 441 = (41 + 42 + 13)2 、この形の1つ前は81、次は3721。(オンライン整数列大辞典の数列 A270538)
- 441 = 42 + 52 + 202 = 42 + 82 + 192 = 42 + 132 + 162 = 62 + 92 + 182 = 72 + 142 + 142 = 82 + 112 + 162
  - 3つの平方数の和6通りで表せる12番目の数である。1つ前は434、次は458。(オンライン整数列大辞典の数列 A025326)
  - 441 = 42 + 52 + 202 = 42 + 82 + 192 = 42 + 132 + 162 = 62 + 92 + 182 = 82 + 112 + 162
    - 異なる3つの平方数の和5通りで表せる14番目の数である。1つ前は437、次は470。(オンライン整数列大辞典の数列 A025343)
- 441 = 13 + 23 + 63 + 63
  - 4つの正の数の立方数の和で表せる108番目の数である。1つ前は439、次は442。(オンライン整数列大辞典の数列 A003327)
- 441 × 144 = 2522
  - 回文数でなく末桁が0でない数で逆順に並べた数との積が平方数になる4番目の数である。1つ前は288、次は528。(オンライン整数列大辞典の数列 A062917)
- 桁の調和平均が2になる10番目の数である。1つ前は414、次は613。(オンライン整数列大辞典の数列 A062180)
例．3/1/4 + 1/4 + 1/1 = 2
- 441 = 83 − 82 − 8 + 1
  - n = 8 のときの n3 − n2 − n + 1 の値とみたとき1つ前は288、次は640。(オンライン整数列大辞典の数列 A152618)

## その他 441 に関連すること
- 西暦441年
- 紀元前441年
- 441 (よんよんいち) とは、miwaのCDシングル。
- ボールジャグリングの技の一つ。